# Calagnaan Island
Calagnaan Island ist eine philippinische Insel in der Provinz Iloilo. Sie liegt etwa 2,5 km vor der Ostküste der Insel Panay, nordwestlich liegt in 2 km Entfernung Binuluangan Island, 1,5 km südöstlich liegt Sicogon und 15 km nordöstlich liegen die Gigantes-Inseln. Calagnaan Island liegt der Bancal-Bucht vorgelagert und wird von der Großraumgemeinde Carles aus verwaltet.
Der Name der Insel leitet sich aus den Wörtern Dagna oder Lagna ab, diese entstammen den Visayassprachen und verweisen auf die zahlreichen Trinkwasserquellen. Die Insel ist bewohnt und die Bevölkerung lebt hauptsächlich vom Fischfang. In den letzten Jahren kam es auf der Insel immer wieder zu illegalen Bergbauaktivitäten, die die Förderung von Gold zum Ziel hatten.
Die Topografie der Insel ist gekennzeichnet durch ein gebirgiges Terrain, das im Inselinneren bis auf 339 Meter über dem Meeresspiegel ansteigt. Die Küstenlinie der etwa 9,5 km langen und ca. 8 km breiten Insel wird im Osten und Westen von Steilküsten und im Norden und Süden durch Sandstränden gesäumt. Nördlich und südlich der Insel liegen ausgedehnte Korallenriffe, diese blockieren die Zufahrt zu den großen Buchten im Nordwesten der Insel. Der Pflanzenwuchs der Insel besteht aus einer dichten tropischen Regenwaldvegetation, die einen sehr ursprünglichen Charakter hat.
Fährverbindungen zur Insel bestehen nicht, es müssen Auslegerboote im Hafen von Estancia oder in Carles gemietet werden. Die Überfahrt dauert ca. 30 Minuten.